# Esquirol volador pigmeu de Hose
L'esquirol volador pigmeu de Hose (Petaurillus hosei) és una espècie de rosegador de la família dels esciúrids. Viu a Brunei i Malàisia. Es tracta d'un animal nocturn i arborícola. El seu hàbitat natural probablement són els boscos de dicterocarpàcies de gran alçada. Està amenaçat per la destrucció del seu entorn a causa de la tala d'arbres i l'expansió agrícola.
Aquest tàxon fou anomenat en honor del funcionari, zoòleg i etnòleg britànic Charles Hose.